# Calocheiridius murthii
Calocheiridius murthii är en spindeldjursart som beskrevs av Sivaraman 1980. Calocheiridius murthii ingår i släktet Calocheiridius och familjen Olpiidae. Inga underarter finns listade.